# Crisia ramosa
Crisia ramosa är en mossdjursart som beskrevs av Harmer 1891. Crisia ramosa ingår i släktet Crisia och familjen Crisiidae. Arten är reproducerande i Sverige. Inga underarter finns listade i Catalogue of Life.